# Cost Deployment
Il Cost Deployment è un metodo di analisi dei costi produttivi di una entità produttiva teso alla evidenziazione delle fonti di perdita economica che gravano sui costi di produzione sui costi variabili.
Tale strumento è stato approfonditamente sviluppato come base da diversi Analisti ed Economi e determina in maniera oggettiva quali fenomeni di perdita economica debbono essere primariamente aggrediti dai vari team del gruppo di lavoro.
Al suo sviluppo contribuiscono tutte le funzioni dell'entità produttiva, siano esse tecniche, organizzative, logistiche, qualitative e di strategie.
Viene suddiviso, come tutte le analisi approfondite, in STEP, coincidenti con la redazione di matrici di costo via via più approfondite e dettagliate individuando le quali deve poter risultare possibile evidenziare il "percorso" differente o la soglia di costo di STEP da poter sopportare con la propria organizzazione.